# Nodirbek Abdusattorov
Nodirbek Abdusattorov (sinh 18 tháng 9 năm 2004) là một đại kiện tướng cờ vua Uzbekistan và là đương kim vô địch cờ nhanh thế giới. Cậu đạt được danh hiệu đại kiện tướng khi 13 tuổi, 1 tháng, 11 ngày và được xem là một thần đồng cờ vua.
Abdusattorov vô địch cờ nhanh thế giới năm 2021 và trở thành nhà vô địch cờ nhanh thế giới trẻ nhất trong lịch sử.

## Sự nghiệp

### Thời gian đầu
Năm 2012 Abdusattorov vô địch thế giới hạng tuổi không quá 8 ở Giải vô địch cờ vua trẻ thế giới tại Maribor, Slovenia. Năm 2014, khi mới 9 tuổi,  cậu đã đánh bại hai đại kiện tướng Andrey Zhigalko và Rustam Khusnutdinov tại Giải Tưởng niệm Georgy Agzamov lần thứ tám ở quê nhà Tashkent. Trong bảng xếp hạng FIDE tháng 4 năm 2015, cậu lập kỷ lục là kỳ thủ trẻ nhất trong top 100 trẻ thế giới khi mới 10 tuổi 7 tháng.

### Giải vô địch thế giới
Trong các giải đấu thuộc hệ thống Giải vô địch thế giới, Abdusattorov vô địch Giải vô địch khu vực 3.4 (Trung Á) năm 2021 với điểm số 8/9 điểm, hơn á quân 1,5 điểm. Nhờ chức vô địch này cậu giành quyền tham dự Cúp cờ vua thế giới 2021.
Ở Cúp cờ vua thế giới 2021, là hạt giống 68, Abdusattorov vào đến vòng bốn sau khi bất ngờ đánh bại hạt giống số 4 Giri 3–1 ở vòng ba. Vòng bốn cậu thua Durarbayli 2–4.

### Giải mời
Tại Giải cờ vua Tata Steel, Abdusattorov được mời dự bảng Challengers (bảng B) năm 2020 và giành kết quả tốt khi đồng điểm hạng nhì với 8/13 điểm (+4 –1 =8), xếp thứ hai với hệ số phụ tốt nhất.

### Giải mở
Tháng 6 năm 2020, Abdusattorov đồng hạng nhì với Mamedyarov và một số kỳ thủ khác ở Giải Tưởng niệm Mukhtar Ismagambetov, đạt điểm số 8,5/11.
Tháng 12 năm 2021, Abdusattorov vô địch giải El Llobregat mở rộng ở Tây Ban Nha với 7/9 điểm. Ở giải đấu tiếp theo cũng ở Tây Ban Nha là Sitges mở rộng diễn ra cùng tháng, Abdusattorov có được một chức vô địch nữa, đồng điểm hạng nhất 8/10 điểm cùng Cheparinov và Kollars, thắng tiebreak cờ chớp.

### Giải nhanh chớp
Thành tích nổi bật của Abdusattorov là chức vô địch cờ nhanh thế giới 2021. Sau 13 vòng đấu, cậu đạt 9,5 điểm, đánh bại đương kim vua cờ Carlsen. Với hệ số phụ cao nhất trong bốn kỳ thủ đồng 9,5 điểm, Abdusattorov đánh playoff với Nepomniachtchi tranh ngôi vô địch. Sau hai ván cờ chớp, cậu giành ngôi vô địch với chiến thắng 1,5–0,5, trở thành nhà vô địch cờ nhanh trẻ nhất và cả nhà vô địch thế giới trẻ nhất cả ba thể loại (tiêu chuẩn, nhanh và chớp).
Tháng 9 năm 2021, Abdusattorov giành hạng nhì tại Cúp Tolstoy do bảo tàng Lev Tolstoy - trang viên Estate "Yasnaya Polyana" và Liên đoàn cờ vua Nga tổ chức. Đây là giải cờ nhanh tập trung nhiều kỳ thủ mạnh.